# Caralluma quadrangula
Caralluma quadrangula là một loài thực vật có hoa trong họ La bố ma. Loài này được (Forssk.) N.E.Br. mô tả khoa học đầu tiên năm 1892.